# Полетаев, Андрей Владимирович
Андрей Владимирович Полета́ев (27 сентября 1952, Москва — 18 сентября 2010, Москва) — советский и российский экономист и историк, специалист по социологии знания, интеллектуальной истории, методологии исторической науки. Доктор экономических наук (1989), профессор (1994).

## Биография
Родился в семье историка и социолога В. Е. Полетаева (1924—1993), занимавшегося историей Москвы. Окончил МГУ в 1974 году (экономический факультет, отделение экономической кибернетики), преподавал в Экономико-математической школе МГУ. После окончания университета работал в отделе общих проблем капитализма ИМЭМО; был сотрудником сектора Р. М. Энтова, затем сам руководил сектором эволюции рыночной экономики (до 2008 года). В 1980 году защитил кандидатскую диссертацию «Циклическое движение издержек и прибыли в промышленности США в послевоенный период», в 1988 году — докторскую диссертацию «Механизм движения капиталистической прибыли: анализ долговременных тенденций».
Активно сотрудничал в качестве эксперта в деятельности Института «Открытое общество», ЮНЕСКО, Всемирного банка и других аналитических учреждений. В 1993—1994 годах — создатель и ответственный редактор альманаха THESIS, способствовавшего обновлению языка и методов российских социальных и гуманитарных дисциплин, сближению их с мировой наукой. В 1996—2001 годах — один из организаторов проектов «Переводная литература по общественным наукам» (Translation Project) и «Университетская библиотека», осуществляемых Институтом «Открытое общество» (Фонд Сороса) в России. В рамках обоих проектов был осуществлено издание более 400 фундаментальных исследований, в том числе перевод на русский язык работ ведущих западных экономистов (В. Леонтьева, Дж. Хикса, Дж. Кларка и других).
В 2002 году был одним из инициаторов создания Института гуманитарных историко-теоретических исследований (ИГИТИ) НИУ ВШЭ, центральным направлением исследований которого стала социология и история гуманитарных и социальных наук. Работал заместителем директора Института. Ординарный профессор НИУ ВШЭ (2009).
Соавтор — историк И. М. Савельева.

## Творчество
Ранние работы А. В. Полетаева связаны с выявлением динамики современной американской экономики на фоне исторических показателей. С конца 1980-х годов предметом его интереса становятся долговременные и циклические процессы в мировом хозяйстве (наследие Н. Д. Кондратьева и идея «длинных волн»), с учетом достижений американской клиометрии и новейших подходов к изучению экономической истории. Особенно значимым является цикл работ А. В. Полетаева (выполненных совместно с И. М. Савельевой) по современной теории истории и изучению эволюции образов прошлого в разные эпохи. В центре исследований самых последних лет – проблематика классического наследия в мировой и отечественной науке, новаторская постановка проблем сравнительного науковедения, а также оценка перспектив и направлений теоретической рефлексии в современном обществознании.
С октября 2010 года его имя присвоено Институту гуманитарных историко-теоретических исследований НИУ ВШЭ.

## Публикации

### Монографии и учебники
- Савельева И. М., Полетаев А. В. Классическое наследие. — М.: ИД ГУ–ВШЭ, 2010. — 336 с. (аннотация и оглавление Архивная копия от 11 июня 2015 на Wayback Machine)
- Савельева И. М., Полетаев А. В. Теория исторического знания (учебное пособие для вузов). — СПб.: Алетейя; М.: ГУ-ВШЭ, 2008. — 523 с. (аннотация и оглавление Архивная копия от 11 июня 2015 на Wayback Machine)
- Савельева И. М., Полетаев А. В. Социальные представления о прошлом, или Знают ли американцы историю. — М.: Новое литературное обозрение, 2008. — 456 с. (аннотация и оглавление Архивная копия от 11 июня 2015 на Wayback Machine)
- Савельева И. М., Полетаев А. В. Социология знания о прошлом (учебное пособие для вузов). — М.: ГУ–ВШЭ, 2005. — 344 с. (аннотация и оглавление Архивная копия от 27 апреля 2021 на Wayback Machine, Введение Архивная копия от 27 апреля 2021 на Wayback Machine)
- Савельева И. М., Полетаев А. В. Знание о прошлом: Теория и история. В 2-х т. — Т. 1: Конструирование прошлого. — Т. 2: Образы прошлого. — СПб.: Наука, 2003, 2006. — 632 с.; 751 с.
- Савельева И. М., Полетаев А. В. История и время: В поисках утраченного. — М.: Языки русской культуры, 1997. — 800 с.
  - Также на болгарском языке: Савелиева И. М., Полетаев А. В. История и време: В търсене на изгубеното / Пер.: Б. Пенчев, Х. Карастоянов. — София: Стигмати, 2006. — 716 с.
- Полетаев А. В., Савельева И. М. Циклы Кондратьева и развитие капитализма (опыт междисциплинарного исследования). — М.: Наука, 1993. — 249 с.
  - Также 2-е издание, исправленное: Полетаев А. В., Савельева И. М. «Циклы Кондратьева» в исторической ретроспективе. — М.: Юстицинформ, 2009. — 272 с. (аннотация и оглавление Архивная копия от 20 ноября 2010 на Wayback Machine)

### Коллективные монографии ИГИТИ
- Классика и классики в социальном и гуманитарном знании / Отв. ред. И. М. Савельева, А. В. Полетаев. — М.: Новое литературное обозрение, 2009. — 536 с.
- Феномен прошлого / Отв. ред. И. М. Савельева, А. В. Полетаев. — М.: ГУ–ВШЭ, 2005. — 476 с.

(Полный список публикаций Архивная копия от 30 декабря 2010 на Wayback Machine)